# Richard F. McKiniry

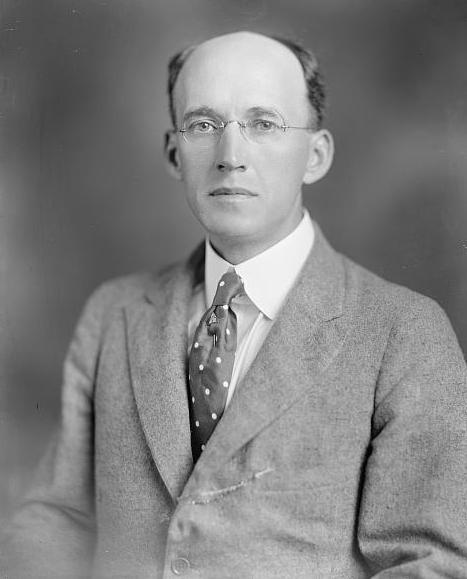
Richard F. McKiniry

Richard Francis McKiniry (* 23. März 1878 in New York City; † 30. Mai 1950 in Yonkers, New York) war ein US-amerikanischer Jurist und Politiker. Zwischen 1919 und 1921 vertrat er den Bundesstaat New York im US-Repräsentantenhaus.

## Werdegang
Richard Francis McKiniry besuchte öffentliche Schulen. Er graduierte am College of St. Francis Xavier in New York City und an der New York Law School. Nach dem Erhalt seiner Zulassung als Anwalt 1899 begann er in New York City zu praktizieren. Zwischen 1914 und 1917 war er stellvertretender Bezirksstaatsanwalt im Bronx County und zwischen 1917 und 1919 Secretary am New York Supreme Court für den 1. Distrikt. Politisch gehörte er der Demokratischen Partei an.
Bei den Kongresswahlen des Jahres 1918 für den 66. Kongress wurde McKiniry im 23. Wahlbezirk von New York in das US-Repräsentantenhaus in Washington, D.C. gewählt, wo er am 4. März 1919 die Nachfolge von Daniel C. Oliver antrat. 1920 erlitt er bei seiner erneuten Kandidatur eine Niederlage und schied dann nach dem 3. März 1921 aus dem Kongress aus.
Am 1. Januar 1923 ernannte man ihn zum Magistrat von New York City – ein Posten, den er bis zu seinem Rücktritt aus gesundheitlichen Gründen am 15. August 1943 innehatte. Er verstarb am 30. Mai 1950 in Yonkers und wurde dann auf dem Calvary Cemetery in Long Island City beigesetzt.